# 北京市八一学校

北京市八一学校在上世纪50、60年代使用过的校徽，为中国人民解放军徽标

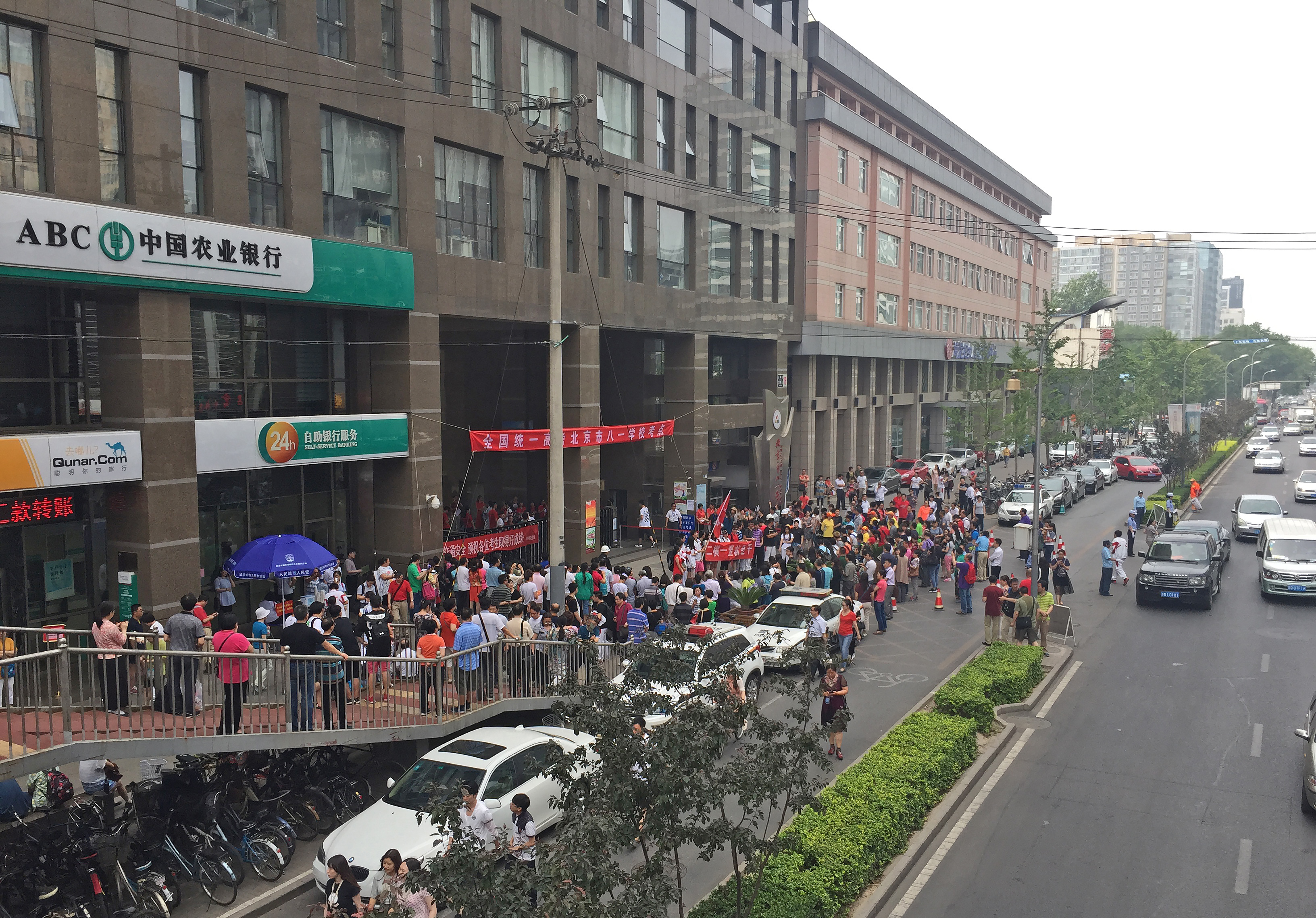
八一学校东门

北京市八一学校（英語：Beijing Bayi School）是一所位于中国北京市海淀区海淀街道的十二年一贯制学校，位于北京海淀中关村科技园西区，其前身是1947年创办的荣臻子弟学校，1949年迁入北平，后于1952年迁入海淀区，2014年更为现名。是北京市示范高中之一。该学校由小学部、初中部、高中部、国际部组成，还承办北京市八一学校附属玉泉中学、北京市八一学校保定分校和北京市延庆区康庄中学，一校六址。

## 历史
前身是1947年由聂荣臻在河北阜平县创建的荣臻子弟学校。而该学校现存小学部的前身，可以追溯至1960年成立的彩和坊小学。

### 2014年以前的中学部（1947年-2014年）

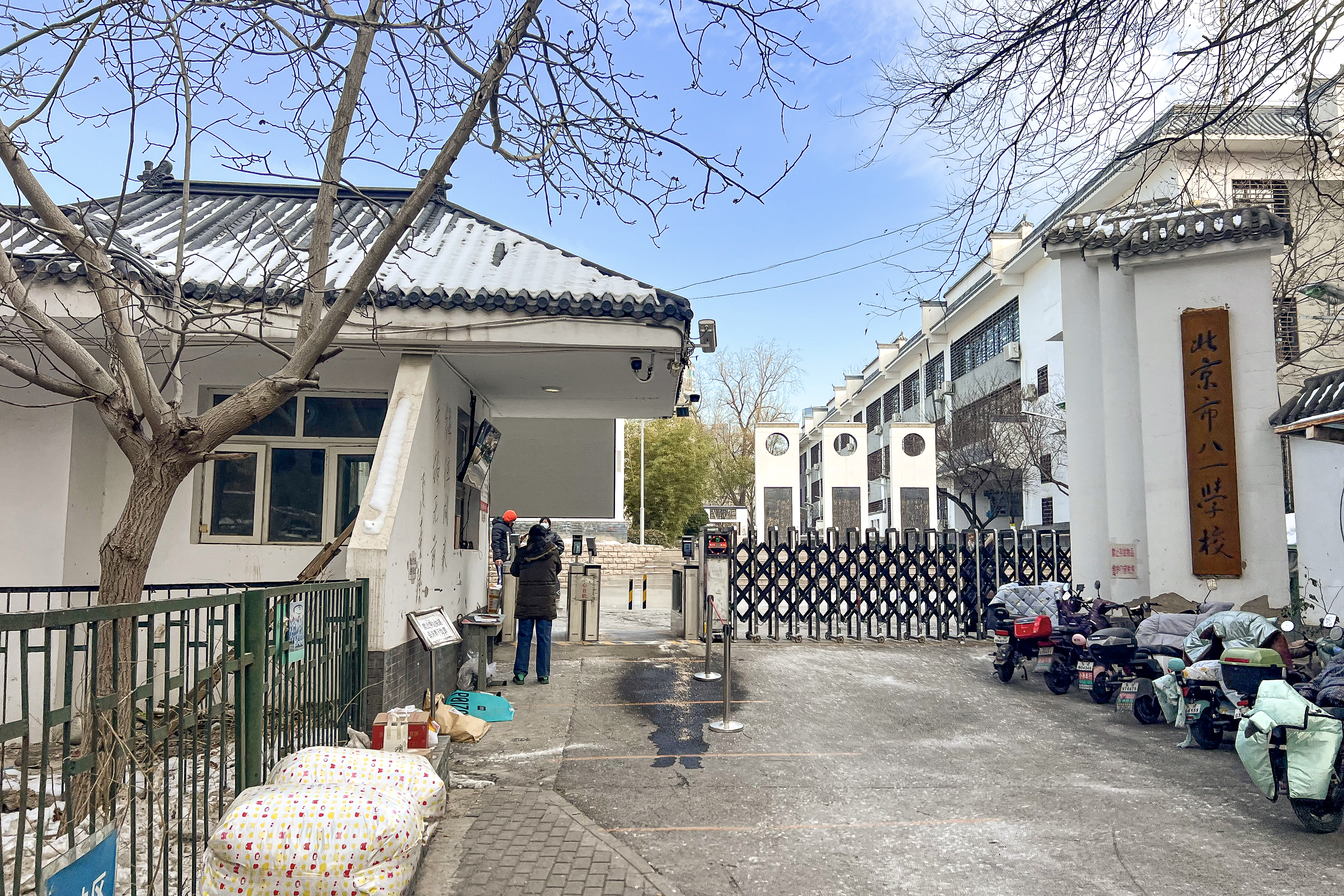
主校区西门，位于稻香园南社区内

1947年3月1日，为配合国共内战需要，学校正式成立。学校在河北省阜平县城南庄之北的沟槽村（原军区抗敌剧社驻地）举行了开学典礼，当时设有小学部和幼稚园。该学校办校初期，条件恶劣，资源匮乏，但聂荣臻等人仍坚持办学工作。
1947年5月，学校从阜平县沟槽村搬迁到易家庄村。
1949年3月上旬，学校迁至北京西城府右街李阁老胡同20号，同年5月25日更名为华北军区政治部八一学校，使得学校成为第一个进京的部队子弟学校，也是老区进北平最早的寄宿制学校。
1952年8月9日，学校由西城区府右街李阁老胡同迁入海淀乐家花园新校址。自此以后，八一学校的办学水平不断提升，得到进一步发展。
1958年8月25日，中国人民解放军北京军区党委决议，八一小学设立初中部，八一小学改为北京军区八一学校，教师以转业军人为主，此后中国人民解放军总政治部又专门从大学抽调优秀的大学生到北京军区八一学校任教，如陈秋影、袁霞茹、徐顺意、陈仲韩等。
1962年，八一学校撤销幼儿部。
1964年6月，学校正式移交北京市教育局，同时改名为北京市八一学校，成为九年一贯制学校。自此以后，八一学校开始吸引地方居民入学。
1968年，因文革，北京市八一学校被暂时解散。后又被恢复。部分学生在当时学校被解散后被上级分配到其他学校，例如习近平则被分配至北京市第二十五中学。
1976年1月，学校撤销小学部，开设高中部，成为完全中学“北京市八一中学”，自此之后，小学部的教育工作者逐渐并入中学部。
此后至90年代末期间，八一中学先后获得“北京市体育传统先进学校”等荣誉，并承办“北京市金帆管乐团”。
1985年、1992年，八一中学名誉校长聂荣臻为学校题词“继往开来、开拓无前”和“团结奋进、共育英才”，此后，“继往开来、开拓无前”这一题词在八一学校西校门侧墙出现，还于2015年后出现在北京市八一学校附属玉泉中学校门西侧。
20世纪90年代，江泽民为学校题写校名，为“北京市八一中学”。2014年因学校改名“北京市八一学校”，原本由江泽民题写的校名中“北”、“京”、“市”、“八”、“一”、“学”被直接保留，另从江泽民题写的其他书法字中借用“校”字与保留的六字组合为现在的校名题字。虽然现在的“北京市八一学校”校名各字严格来说均由江泽民所题写，但部分场合都已去掉“江泽民”的题字人名字。
2003年入选北京市示范性普通高中。
2011年，万泉河中学并入八一中学，成为八一中学北校区，北校区后来由八一小学部使用。
2013年起，八一中学开办美国AP国际高中部。起初，八一中学（八一学校）与美国沙特克圣玛丽高中（Shattuck-St. Mary's School）达成合作增设国际部，但由于资金等方面的分歧，于2016年停止合作。但国际高中部仍继续开办。
2014年7月，彩和坊小学并入八一中学，八一中学改称北京市八一学校。

### 2014年以前的第二代小学部（1960年-2014年）

#### 北京市海淀区彩和坊小学
1960年，“中央农业部子弟学校”在彩和坊成立。后学校更名为彩和坊小学。
1984年，泄水湖小学并入该校。在2000年代初中关村西区大规模拆迁以后，该学校成为中关村西区仅存的小学。（关于泄水湖小学相关历史，请见词条北京市第十九中学#基督教堂海淀堂时期（1916年-1952年））
2014年，经北京市教委批准，彩和坊小学并入北京市八一中学，成为其小学部。北京市八一中学同时更名为北京市八一学校。在合并之前，该学校与北京市八一中学因距离过近等各方面原因合作密切。

### 2014年以后的集团化办学时期
2015年，经海淀区教委批准，原北京市第六十七中学改由北京市八一学校承办，并更名为北京市八一学校附属玉泉中学。
2016年，中共中央总书记、中国国家主席、学校著名校友习近平来到八一学校考察，使得北京市八一学校引起社会关注。
2016年12月28日，北京市八一学校学生研制的“八一少年行”卫星被太原卫星发射基地发射的火箭送入太空，这是中国首个中学生研制并成功送入太空的卫星。不久之后，习近平发贺信表示祝贺。

## 规模

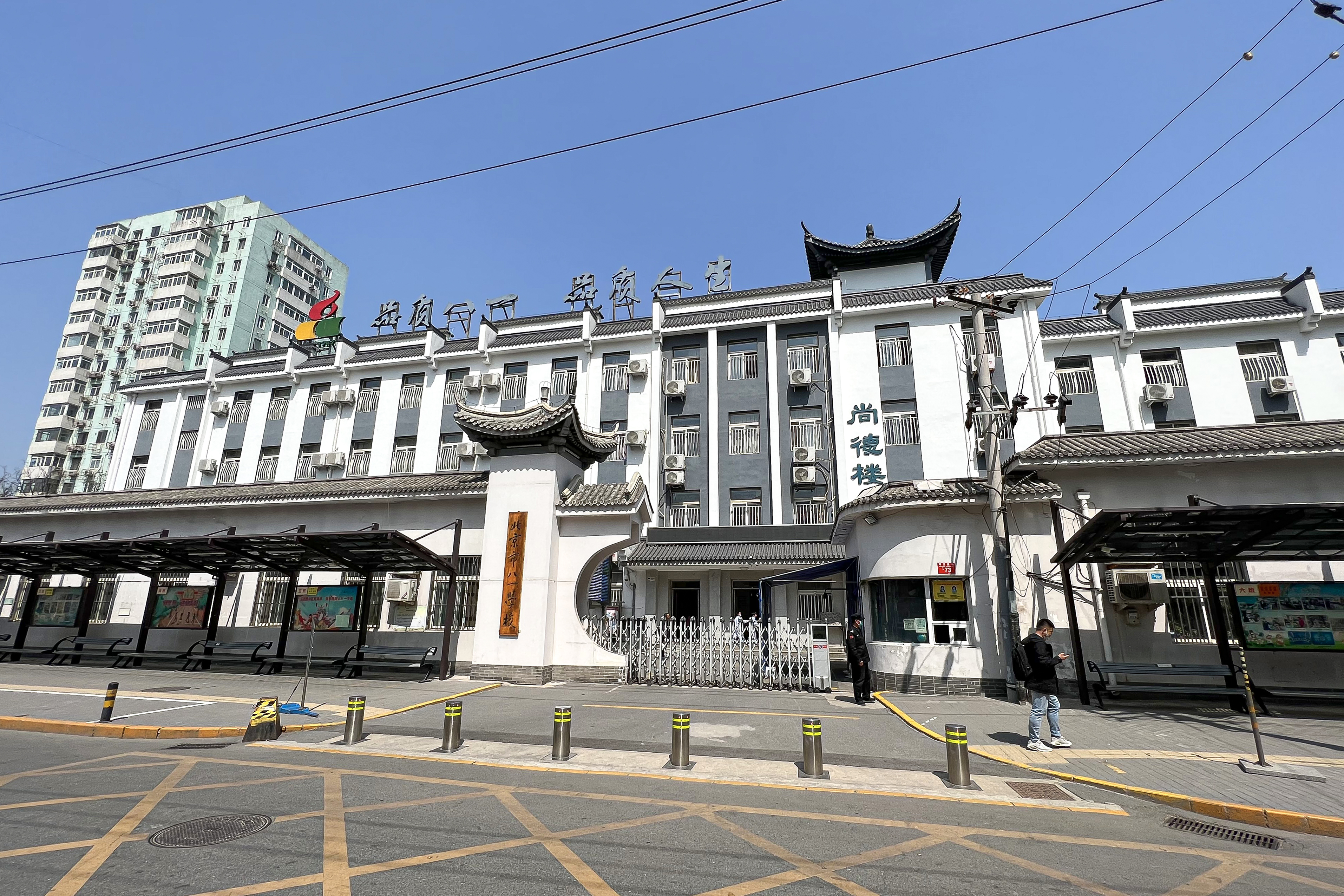
北校区（原万泉河中学），目前暂由小学部使用

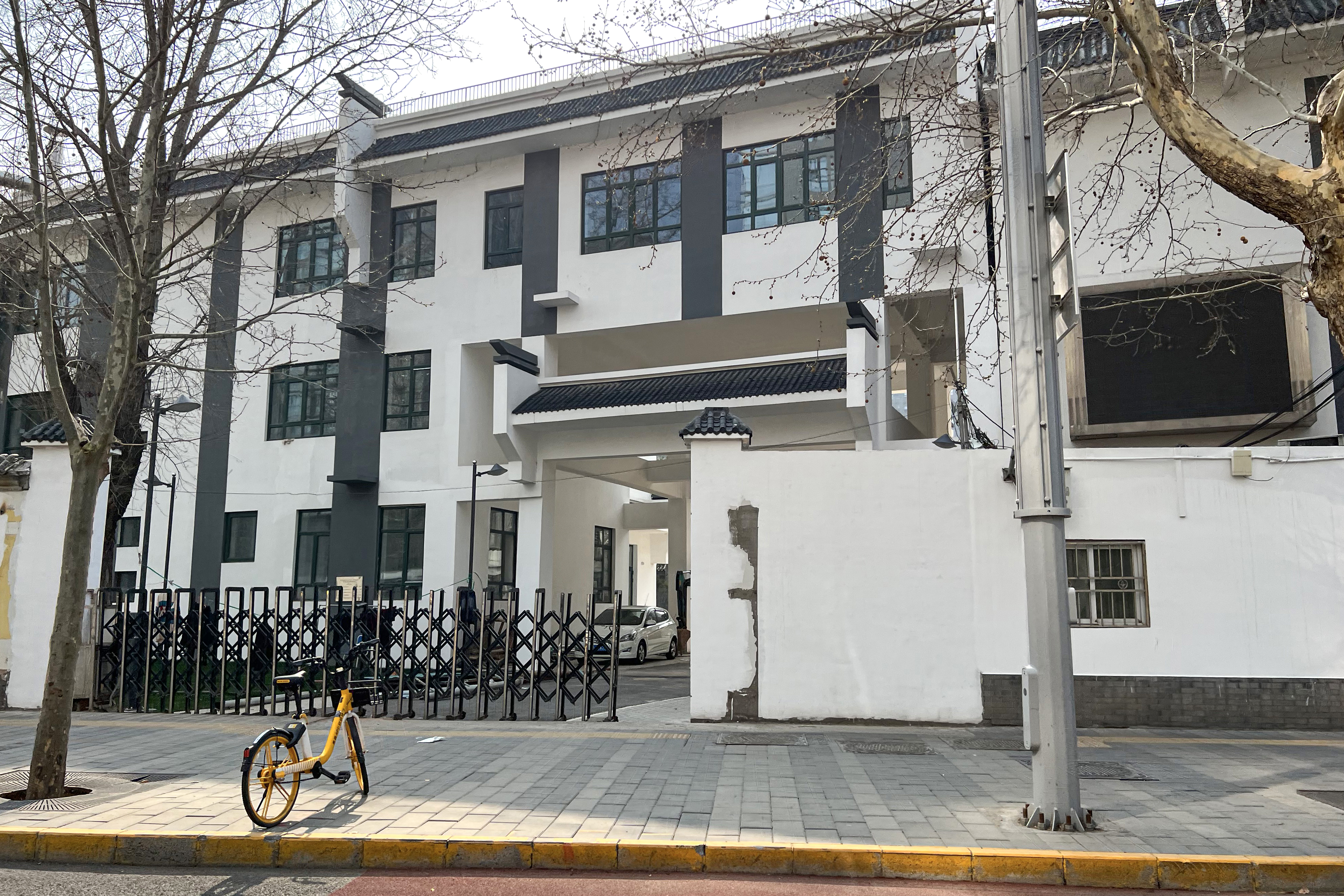
小学部（原彩和坊小学）

目前，学校一校六址（苏州街主校区、彩和坊校区（原彩和坊小学，今本部小学部）、万泉河校区（原万泉河中学，今本部小学部）、玉泉校区（北京市八一学校附属玉泉中学）、保定校区（北京市八一学校保定分校）、康庄校区（北京市延庆区康庄中学）），学校校园面积156562平方米，建筑面积189661平方米。共有173个教学班，6211余名学生，教职工707人，是北京市示范高中。

## 领导（现任）
- 王华蓓（校长、党委副书记，北京市语文学科骨干教师）
- 沈军（党委书记）
- 马玉娟（副校长，课程与教学中心主任）
- 潘跃金（初中部副校长）
- 刘静静（国际部副校长）
- 李喆（副校长）
- 徐洁（小学部副校长）
- 刘荣铁（副校长、化学特级教师）
- 姜杉（副校长，兼任北京市八一学校附属玉泉中学执行校长）
- 戴为（校足球队八一翱翔足球俱乐部主任，兼任北京市八一学校附属玉泉中学党委书记）
- 牛震云（校友会负责人员兼任退休支部负责人员）
- 聂荣臻（学校创办者，名誉校长）

## 校友
北京市八一学校自其前身荣臻子弟学校1947年建校以来，为社会输送了大量人才。由于学校与中国人民解放军有着较深的历史渊源，八一学校的校友也不乏大量到解放军、国家机关工作的知名人士，其中，八一学校校友之一习近平是现任的中共中央总书记、中央军委主席、中国国家主席。此外，也不乏其他行业的校友。

### 政界及军事界
- 李敏（1955届初中毕业生，毛泽东的女儿，曾任国防科委、总政治部干部，曾担任第十、十一届全国政协委员）
- 习近平（1965届小学毕业生、1968届初中毕业生，习仲勋的长子，現任中共中央總書記、中华人民共和国主席、中央军委主席）[11][12]
- 齐桥桥（小学时期毕业生，习仲勋的长女，习近平的亲姐姐）[13]
- 聂力（1947年创校时入学，聶榮臻之女[14]，中国人民解放军中将）
- 马国超（1952届小学毕业生，中国人民解放军海军航空兵副政委，马本斋之子[15]）
- 吉田进、池谷田鹤子、安达勇、安达猛、佐藤正胜、高木雄二（日籍解放军后代[16]）
- 贺鹏飞（20世纪五十年代时期毕业生，中国人民解放军将领、中国人民解放军海军中将。贺龙之子。）
- 邓朴方（1956屆小学毕业生，原中国残疾人联合会主席，邓小平的儿子）
- 俞正聲（小學。中国共产党及中华人民共和国前主要领导人之一，曾任中央政治局常委）

### 广电及文艺界
- 梁迎利，（1968届初中毕业生，中国中央广播电视总台及其所属中国中央电视台媒体转播工作人员，多次参加并负责中央电视台对中国共产党全国代表大会、两会、国庆阅兵、香港回归、国际奥委会第112次全会等重要事件的直播报道工作）[17]
- 谢飞，(1957届初中毕业生，中国电影导演，北京电影学院教授）
- 陈晓光（就读时期不明，诗人、作家。中华人民共和国文化部原副部长，中央文史研究馆馆员，全国政协第八、九、十届委员，中国音乐文学学会副主席。）

### 自然及科技界
- 严江征（中国探险协会主席）
- 李康健（中国航天工业总公司研究员）
- 邱子强（北京大学客座教授）
- 吴一戎（中国科学院电子学研究所所长）

### 商业界
- 张丽君（1982届高中毕业生，北京翠微大厦股份有限公司董事长[18]）
- 殷子烈（曾任中国国际企业合作公司总经理）

### 体育界
- 郝建华
- 李淑惠

### 教育界
- 牛震云（就读时期不明，既是八一学校的老校友也是八一学校的校领导之一，曾任北京市八一学校党委书记等多个北京市八一学校校领导职位，在毕业几年后极长时间负责北京市八一学校的管理工作。2025年退休后负责北京市八一学校校友会、退休支部等方面的工作）

## 关联学校

### 北京市八一学校附属玉泉中学
该学校的前身是成立于1954年的北京市第六十七中学，与八一学校相似之处在于，该学校也与军队联系紧密。该学校于2015年划入北京市八一学校管辖。

### 北京市八一学校保定分校
该学校创办于2016年，是北京市八一学校与保定国家高新区管委会、河北辅都投资有限公司于2015年7月签署协议，三方合作，作为响应京津冀协同发展战略、提升河北保定的教育质量而创办的学校。

### 北京市延庆区康庄中学（北京市八一实验学校）
学校建于1952年（一说1954年），是北京市延庆区第一所中学。该学校现已加入北京市八一学校教育集团。（此前还曾是北京市第一七一中学的挂牌分校，现已改由北京市八一学校承办）。目前该学校正在进行扩建工程，预计2024年2月完工。扩建完成后，学校可容纳班级和就读人数将扩张，并开办高中部，主要面向全延庆区招生。

## 外部連結
- 北京市八一学校官網（页面存档备份，存于）